# Kasparov versus the World
Kasparov versus the World (Kasparow gegen die Welt) ist eine Schachpartie, die vom 21. Juni bis zum 22. Oktober 1999 über das Internetportal MSN ausgetragen wurde. Der damalige Schachweltmeister Garri Kasparow spielte dabei gegen Internetnutzer, die über ihre Züge abstimmten. Die Partie, die Kasparow nach 62 Zügen gewann, gilt als die meistanalysierte einzelne Schachpartie.

## Regeln
Kasparow führte die weißen Steine. Die Bedenkzeit belief sich auf 24 Stunden pro Zug. Den Internetnutzern wurden Zugvorschläge von vier jungen Schachtalenten (Étienne Bacrot, Florin Felecan, Irina Krush und Elisabeth Pähtz) unterbreitet, die in einem Internetforum diskutiert werden konnten. Außerdem kommentierte der englische Großmeister Daniel King die laufende Partie. Der Zug, für den die meisten Internetnutzer votierten, wurde ausgeführt.

## Partieverlauf
Kasparow eröffnete mit 1. e2–e4 und wählte gegen die Sizilianische Verteidigung das Moskauer System, ECO-Code B52. Im 10. Zug spielte Schwarz eine Neuerung, die von Irina Krush vorgeschlagen wurde. Schwarz opferte dabei eine Qualität gegen zwei Bauern. Die damals fünfzehnjährige Krush entwickelte sich in der Folge zur Führungspersönlichkeit des „Welt-Teams“ und koordinierte die Analysen, die unter anderem auch von dem russischen Großmeister Alexander Chalifman beigetragen wurden. Vom 10. bis zum 50. Zug wurden ausnahmslos ihre Zugvorschläge gewählt. Schließlich kam es zu einem komplizierten Damenendspiel, in dem Kasparow zwar einen Bauern weniger hatte, aber über einen weiter vorgerückten Freibauern verfügte. Es handelte sich um ein Endspiel mit sieben Steinen, für das zum Zeitpunkt der Partie noch keine Endspieldatenbank zur Verfügung stand, die ein perfektes Spiel ermöglicht hätte.
Im 51. Zug beging Schwarz einen Fehler, anstelle von b7–b5 hätte der von Krush vorgeschlagene Zug Kb1–a1 zum Remis geführt. Es kam zu dem Vorwurf gegenüber dem Veranstalter MSN, es sei möglich, sich mehrfach für die Teilnahme an der Abstimmung zu registrieren, um das Ergebnis zu manipulieren. Im 54. Zug hätte der von Bacrot vorgeschlagene, aber nicht gewählte Zug Dd1–d5 immer noch Remis gehalten. Im 58. Zug kam es zu einer weiteren Kontroverse, als die E-Mail mit dem Zugvorschlag von Krush verspätet einging und erst zur Abstimmung gestellt wurde, als für andere Zugvorschläge bereits zahlreiche Stimmen abgegeben worden waren. Zu diesem Zeitpunkt war die Stellung bereits objektiv verloren, der gewählte Zug erleichterte allerdings Kasparows Gewinnführung. Aus Protest stimmte eine Mehrheit im 59. Zug für einen offensichtlich groben Fehler, der Zug wurde von MSN jedoch aus der Wertung genommen. Nach dem 62. Zug von Weiß stimmte eine Mehrheit von 51 Prozent der Abstimmenden für die Aufgabe der Partie. Zuvor hatte Kasparow eine forcierte Gewinnvariante angegeben und „Matt in 25 Zügen“ angekündigt.

## Partienotation
|   | a | b | c | d | e | f | g | h |   |
| 8 |   |   |   |   |   |   |   |   | 8 |
| 7 |   |   |   |   |   |   |   |   | 7 |
| 6 |   |   |   |   |   |   |   |   | 6 |
| 5 |   |   |   |   |   |   |   |   | 5 |
| 4 |   |   |   |   |   |   |   |   | 4 |
| 3 |   |   |   |   |   |   |   |   | 3 |
| 2 |   |   |   |   |   |   |   |   | 2 |
| 1 |   |   |   |   |   |   |   |   | 1 |
|   | a | b | c | d | e | f | g | h |   |

Stellung nach 51. Dh7
Kasparov–The World 1:0
(Internet) zone.com, 21. Juni 1999–22. Oktober 1999
Sizilianische Verteidigung, B52
1. e4 c5 2. Sf3 d6 3. Lb5+ Ld7 4. Lxd7+ Dxd7 5. c4 Sc6 6. Sc3 Sf6 7. 0–0 g6 8. d4 cxd4 9. Sxd4 Lg7 10. Sde2 De6 11. Sd5 Dxe4 12. Sc7+ Kd7 13. Sxa8 Dxc4 14. Sb6+ axb6 15. Sc3 Ta8 16. a4 Se4 17. Sxe4 Dxe4 18. Db3 f5 19. Lg5 Db4 20. Df7 Le5 21. h3 Txa4 22. Txa4 Dxa4 23. Dxh7 Lxb2 24. Dxg6 De4 25. Df7 Ld4 26. Db3 f4 27. Df7 Le5 28. h4 b5 29. h5 Dc4 30. Df5+ De6 31. Dxe6+ Kxe6 32. g3 fxg3 33. fxg3 b4 34. Lf4 Ld4+ 35. Kh1 b3 36. g4 Kd5 37. g5 e6 38. h6 Se7 39. Td1 e5 40. Le3 Kc4 41. Lxd4 exd4 42. Kg2 b2 43. Kf3 Kc3 44. h7 Sg6 45. Ke4 Kc2 46. Th1 d3 47. Kf5 b1D 48. Txb1 Kxb1 49. Kxg6 d2 50. h8D d1D 51. Dh7 Diagramm. b5 52. Kf6+ Kb2 53. Dh2+ Ka1 54. Df4 b4 55. Dxb4 Df3+ 56. Kg7 d5 57. Dd4+ Kb1 58. g6 De4 59. Dg1+ Kb2 60. Df2+ Kc1 61. Kf6 d4 62. g7 1:0

## Nachbetrachtungen
Nach der Partie äußerte sich Kasparow sehr beeindruckt von ihrer Qualität und sagte, er habe viel Aufwand in seine Analysen investiert. Das von Kasparow und King verfasste Buch über den Wettkampf umfasst 202 Seiten und hält damit einen Rekord hinsichtlich der umfangreichsten Analyse einer einzelnen Partie.
Aus Sicht des Veranstalters MSN war die Partie ein voller Erfolg. Insgesamt beteiligten sich über 58.000 Teilnehmer aus mehr als 75 Ländern an den Abstimmungen, die Webseite hatte mehr als 3 Millionen Besucher und mehr als 28 Millionen Seitenabrufe. Durchschnittlich gingen über 5.000 Stimmen pro Zugabstimmung ein.
Die Partie wurde auch als Experiment angesehen, ob die Zusammenarbeit vieler Menschen über das Internet zu einer Leistung führen kann, welche die Fähigkeit der einzelnen Teilnehmer übersteigt. Vordergründig kann dies anhand der Partie, die Kasparow erst nach langem Kampf gewinnen konnte, bejaht werden. Zu bedenken ist aber, dass es im Analyseforum viele Flames und unqualifizierte Beiträge gab, sodass es in erster Linie dem Engagement einer Einzelperson (Irina Krush) zuzuschreiben ist, dass man dem weltbesten Spieler ernsthaften Widerstand entgegensetzen konnte. Zum Schluss machte sich in dem von Kasparow präzise geführten Damenendspiel der „Unterschied in der Koordination und Leitung der Computerunterstützung der beiden Seiten“ bemerkbar. Dieser Faktor gab eventuell den Ausschlag zugunsten des Weltmeisters.